# 1974 у Миколаєві
| Роки в Миколаєві ← • 1901 • 1902 • 1903 • 1904 • 1905 • 1906 • 1907 • 1908 • 1909 • 1910 • 1911 • 1912 • 1913 • 1914 • 1915 • 1916 • 1917 • 1918 • 1919 • 1920 • 1921 • 1922 • 1923 • 1924 • 1925 • 1926 • 1927 • 1928 • 1929 • 1930 • 1931 • 1932 • 1933 • 1934 • 1935 • 1936 • 1937 • 1938 • 1939 • 1940 • 1941 • 1942 • 1943 • 1944 • 1945 • 1946 • 1947 • 1948 • 1949 • 1950 • 1951 • 1952 • 1953 • 1954 • 1955 • 1956 • 1957 • 1958 • 1959 • 1960 • 1961 • 1962 • 1963 • 1964 • 1965 • 1966 • 1967 • 1968 • 1969 • 1970 • 1971 • 1972 • 1973 • 1974 • 1975 • 1976 • 1977 • 1978 • 1979 • 1980 • 1981 • 1982 • 1983 • 1984 • 1985 • 1986 • 1987 • 1988 • 1989 • 1990 • 1991 • 1992 • 1993 • 1994 • 1995 • 1996 • 1997 • 1998 • 1999 • 2000 • → |

1974 у Миколаєві — список важливих подій, що відбулись у 1974 році в Миколаєві. Також подано перелік відомих осіб, пов'язаних з містом, що народились або померли цього року, отримали почесні звання від міста.

## Події

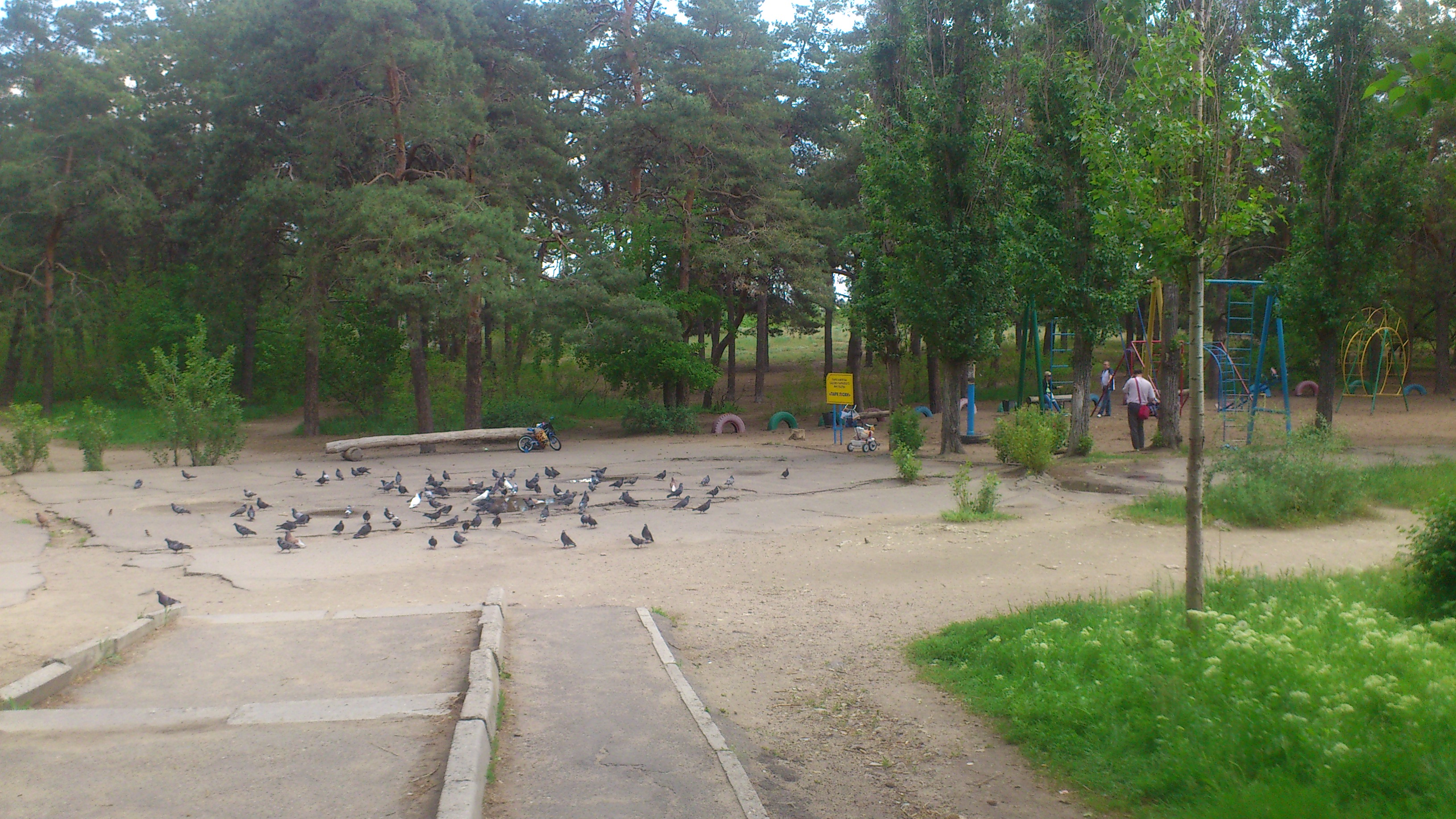
парк «Ліски»

- 1 вересня введена до експлуатації Миколаївська загальноосвітня школа № 19.
- Територія парку «Ліски» отримала статус заповідного об'єкта. Йому надано статус парку—пам'ятки садово—паркового мистецтва місцевого значення, який охороняється законом.
- 150-річний дуб на вулиці Велика Морська, 38 (з боку вулиці Артилерійської) рішенням Миколаївської обласної ради № 527 від 1 жовтня отримав статус ботанічної пам'ятки природи місцевого значення.
- На розі Центрального проспекту та вулиці Садової за проєктом архітектора А. Я. Семенової та інженерів А. М. Кутузакі і А. Д. Рубана збудований 8-поверховий готель «Миколаїв».
- У результаті аварії в 1974 році у Чорному морі затонув великий протичовновий корабель ВМС СРСР «Відважний», спущений на воду за 10 років до того на заводі імені 61 комунара.

## Особи

### Очільники
- Іван Канаєв змінив Миколу Брюханова на посаді голови виконавчого комітету Миколаївської міської ради.
- 1-й секретар Миколаївського міського комітету КПУ — Едуард Шорін.

### Почесні громадяни
- У 1974 році звання Почесного громадянина Миколаєва не присвоювалось.

### Народились
- Баштова Наталія Анатоліївна (нар. 20 липня 1974) — директорка Миколаївського обласного центру народної творчості, солістка-вокалістка Миколаївської обласної філармонії, заслужена артистка України.
- Бірюков Юрій Сергійович (волонтер) (нар. 23 жовтня 1974, Миколаїв) — український бізнесмен, громадський діяч, політик, який через створену ним групу волонтерів «Крила Фенікса» здійснює забезпечення українських військ в ході війни на сході України, радник президента Петра Порошенка (з серпня 2014 року по травень 2019), радник міністра оборони (з жовтня 2014 по 2019), член Центральної ради та член Президії Центральної ради політичної партії «Європейська Солідарність».
- Головченко Гліб Олександрович (нар. 6 березня 1974, Миколаїв) — директор Коледжу преси та телебачення, голова Миколаївської обласної громадської організації «Миколаївський прес-клуб», президент Асоціації молодіжної преси України, секретар Національної спілки журналістів України, кандидат педагогічних наук.
- Ковганко Сергій Миколайович (нар. 23 березня 1974, Миколаїв) — український боксер-любитель найлегшої ваги, бронзовий призер чемпіонату Європи 1996 та Кубку світу 1994, учасник Олімпійських ігор 1996. Майстер спорту міжнародного класу.
- Бойко Геннадій Романович (нар. 3 березня 1974, Миколаїв) — український плавець, майстер спорту України міжнародного класу[1]. Чемпіон літніх Паралімпійських ігор 2012 року в Лондоні та дворазовий чемпіон літніх Паралімпійських ігор 2016 року в Ріо-де-Жанейро. Займається у секції плавання Миколаївського обласного центру «Інваспорт».
- Оксимець Андрій Григорович (нар. 27 вересня 1974) — український футболіст, що виступав на позиції захисника. У складі футбольного клубу «Миколаїв» провів 68 матчів, забив 2 голи.
- Єрошенко Сергій Миколайович (нар. 15 липня 1974, с. Новоселівка, Миколаївська область — пом. 13 липня 2014, Зеленопілля, Луганська область) — старший сержант Збройних сил України, 79-а окрема аеромобільна бригада, гарматовий командир. Учасник російсько-української війни. Кавалер ордена «За мужність» III ступеня. До війни працював і похований у Миколаєві.
- Костюшко Олександр Миколайович (нар. 21 квітня 1974, Миколаїв — пом. 13 липня 2014, Поріччя, Луганська область) — сержант Збройних сил України, учасник російсько-української війни. Кавалер ордена «За мужність» III ступеня.
- Якименко Олексій Володимирович (нар. 27 жовтня 1974, Одеса) — колишній український футболіст, півзахисник, тренер. У складі футбольного клубу «Миколаїв» провів 60 матчів, забив 7 голів.
- Гузенко Світлана Валентинівна (нар. 13 січня 1974, Миколаїв) — декан філологічного факультету Миколаївського національного університету імені В. О. Сухомлинського, доктор філософії в галузі гуманітарних наук, доцент.
- Хижняк Григорій Миколайович 16 липня 1974, Миколаїв — 5 жовтня 2018, Київ) — український баскетболіст, тренер. В останні роки життя працював директором з маркетингу баскетбольного клубу «Будівельник».
- Скрипка Володимир Едуардович нар. 15 листопада 1974, Миколаїв) — український футболіст, що грав на позиції нападника і захисника.
- Ілюшкіна Оксана Володимирівна (до шлюбу Кочеткова, нар. 25 лютого 1974, Миколаїв) — українська легкоатлетка; спеціалізувалася в бігу на 400 і 800 метрів та естафеті 4×400 метрів. Учасниця Олімпійських ігор 2004 року.
- Возний Володимир Вікторович (нар. 26 травня 1974) — український футболіст, виступав на позиції захисника. У складі футбольного клубу «Миколаїв» провів 89 матчів.
- Кузьмін Ігор Валерійович (нар. 27 лютого 1974, Миколаїв) — український чиновник, державний діяч регіонального рівня, 1-й заступник голови Кіровоградської обласної державної адміністрації, в.о. голови Кіровоградської обласної державної адміністрації (з 27 червня по 27 серпня 2020 року).
- Сидоренко Олена Володимирівна (нар. 20 січня 1974, Миколаїв) — українська волейболістка, яка грала на позиції догравальниці або ліберо. Учасниця літніх Олімпійських ігор 1996 року.

### Померли
- Гальперін Ассір Маркович (нар. 22 серпня (3 вересня) 1898, Миколаїв — пом. 5 липня 1974, Тбілісі) — радянський футболіст і тренер. Заслужений майстер спорту СРСР.
- Ростовська-Ковалевська Марія Гаврилівна (до шлюбу — Ніколенко; нар. 20 листопада (8 листопада) 1886, с. Пастирське, нині Смілянського району Черкаської області — пом. 18 вересня 1974, Одеса) — українська оперна та камерна співачка (лірико-колоратурне сопрано), драматична акторка, освітянка і мемуаристка. З 1916 року викладала в Миколаївському музичному училищі, в 1920—1922 — в Миколаївській народній консерваторії.
- Коваленко Сергій Андрійович (нар. 23 вересня 1905, х. Гаврилівка, Черкаський округ, Область Війська Донського, Російська імперія — пом. 22 серпня 1974, Миколаїв) — радянський воєначальник, генерал-майор авіації (11.05.1949).
- Монгайт Олександр Львович (нар. 23 квітня (6) травня 1915, Миколаїв — пом.15 лютого 1974, Москва) — радянський археолог. Автор фундаментальних праць з археології Європи та СРСР.